# Kim Min-jae (piłkarz)
Kim Min-jae (ur. 15 listopada 1996 w Tongyeongu) – południowokoreański piłkarz, występujący na pozycji obrońcy w niemieckim klubie Bayern Monachium oraz w reprezentacji Korei Południowej. Uczestnik Mistrzostw Świata 2022.

## Życiorys
Jako junior występował w Suwon Technical High School oraz w Yonsei University. W 2016 roku przeniósł się do trzecioligowego klubu Gyeongju KHNP. W pół roku zaliczył w tym klubie 17 występów po czym, w styczniu 2017 roku, został nowym zawodnikiem Jeonbuk Hyundai Motors, występującego wówczas w K League 1, czyli najwyższym poziomie rozgrywkowym w Korei Południowej. W dwa sezony w tym klubie zdobył z nim dwukrotnie mistrzostwo kraju, notując łącznie 52 występów, natomiast na listę strzelców wpisał się trzykrotnie. 29 stycznia 2019 roku poinformowano, że Kim został nowym zawodnikiem chińskiego Beijing Guo’an, występującego w Chinese Super League (najwyższy poziom rozgrywkowy w Chinach). Kwota transferu wyniosła 5,25 mln €. 
W reprezentacji Korei Południowej zadebiutował 31 sierpnia 2017 roku w zremisowanym 0:0 meczu z reprezentacją Iranu. Kim przebywał na boisku do 84. minuty. Został powołany na Puchar Azji 2019. Zagrał na nim we wszystkich pięciu meczach Korei Południowej na tym turnieju, dwukrotnie wpisując się na listę strzelców (przeciwko reprezentacji Kirgistanu oraz reprezentacji Chin). Były to jego dwa pierwsze gole w narodowych barwach.
W 2023 roku podpisał kontrakt z Bayernem Monachium.

## Sukcesy

### Jeonbuk Hyundai Motors
- Mistrzostwo Korei Południowej: 2017, 2018

### SSC Napoli
- Mistrzostwo Włoch: 2022/2023

### Bayern Monachium
- Mistrzostwo Niemiec: 2024/2025
- Superpuchar Niemiec: 2025[3]

### Reprezentacyjne
- Igrzyska azjatyckie: 2018
- Puchar Azji Wschodniej: 2019